# John Lelangue
John Lelangue, né le 28 octobre 1970, est un directeur sportif belge d'équipes cyclistes.

## Carrière
Il est diplômé de l'ICHEC en 1992. 
Après dix ans passés au sein d'ASO, il a dirigé l'équipe suisse Phonak en 2005 et 2006. 
En 2008, il devient directeur sportif de l'équipe  cycliste BMC Racing, soutenue par l'entreprise suisse éponyme. Il est également consultant sur les chaînes de la RTBF lors de diverses épreuves cyclistes telles que le Tour de France. Il est le fils de Robert Lelangue, ancien coureur et directeur sportif d'Eddy Merckx.
Lors du Tour de France 2011, il mène le leader Cadel Evans de la BMC à la victoire finale de ce Tour.
À l'issue du Tour de France 2013, il quitte avec effet immédiat ses fonctions de directeur technique du BMC.
En 2019, il devient manager général de l'équipe Lotto-Soudal jusqu'en 2022.

## Distinctions
- Vélo de cristal du meilleur directeur sportif en 2011